# Le Mans Hypercar

Placa identificatoria de los Hypercar en el Campeonato Mundial de Resistencia.

Logotipo de la clase Grand Touring Prototype usada en el IMSA WeatherTech SportsCar Championship.

Un Hipercoche de Le Mans o Le Mans Hypercar (LMH) es una homologación de sport prototipo que corren principalmente en el Campeonato Mundial de Resistencia y en las 24 Horas de Le Mans y a partir de 2023 en el WeatherTech SportsCar Championship. Las regulaciones técnicas fueron creadas en conjunto por el Automobile Club de l'Ouest (ACO) y la Federación Internacional del Automóvil (FIA) como sucesor de la clase LMP1 de los prototipos de Le Mans y que empezó a funcionar a partir de la temporada 2021.

## Historia
Tras las sucesivas salidas de Audi y Porsche del Campeonato Mundial de Resistencia de la FIA a finales de las temporadas 2016 y 2017 debido a las consecuencias del escándalo de emisiones contaminantes de vehículos Volkswagen que afectó a la empresa matriz de ambos fabricantes de automóviles, así como a la escalada de costes de los LMP1 híbridos. El Automobile Club de l'Ouest inició una serie de discusiones encaminadas a reducir los costes de competición para la próxima generación de vehículos LMP1.
Inicialmente, se había planeado un único sistema híbrido de baja potencia para las nuevas reglas LMP1, con planes para una plataforma compartida con el IMSA. Los representantes de las tres organizaciones (FIA, ACO e IMSA), así como los fabricantes actuales y potenciales, participaron en las conversaciones para las regulaciones propuestas, que debutarían en la temporada 2020-21 del Campeonato Mundial de Resistencia. En ese momento, había una opción para un tren motriz híbrido para constructores pequeños y privados, lo que podría llevar a que las regulaciones reemplacen las de los Prototipos Daytona en el Campeonato WeatherTech SportsCar en 2022; esto permitiría la unificación de las carreras de autos deportivos de alto nivel, con equipos y fabricantes capaces de competir con el mismo auto en la "triple corona" de las carreras de resistencia. Estos planes iniciales tenían como objetivo importantes reducciones de costos al tiempo que mantenían los niveles de rendimiento de los prototipos LMP1. La clase fue llamada originalmente por la FIA Le Mans Prototype Hypercar o (LMPH), y luego por sugerencia del presidente de la FIA Jean Todt, se cambió su nombre a Le Mans Hypercar  o (LMH).
En las 24 Horas de Le Mans 2018, los detalles iniciales de la nueva clase reina del Campeonato Mundial de Resistencia de la FIA se anunciaron en la conferencia de prensa anual del ACO, con un reglamento que estaría activo durante 5 temporadas. Se mantendrían abiertos numerosos aspectos del diseño en esta nueva nueva clase, con una arquitectura de motor libre y la libertad de hacer funcionar cualquier número de cilindros con la opción de un diseño turboalimentado o aspirado naturalmente. Los vehículos tendrían un peso total de 980 kg (2160 lb) con una distribución de peso controlada, junto con un flujo máximo de combustible definido, con eficiencia controlada y otras regulaciones para controlar los costos de desarrollo. Los sistemas híbridos contarían con un motor eléctrico montado en el eje delantero con un rendimiento fijo de 200 kW (270 hp), dando a los autos un diseño de tracción en las cuatro ruedas, mientras que el objetivo de rendimiento máximo del motor se establecería en 520 kW (700 hp). Cada automóvil tendría dos asientos, una cabina más grande que los automóviles LMP1 actuales, un parabrisas más ancho y una línea de techo más acorde con los automóviles de calle. Se requería que los fabricantes pusieran sus sistemas híbridos a disposición de los equipos privados para alquilarlos con un límite de costo, mientras que cualquier fabricante o empresa podría diseñar y construir su propio sistema híbrido, que sería homologado por la FIA y la ACO. Los coches también serían más lentos que sus predecesores, con un tiempo de vuelta objetivo de 3:20. 
El 5 de diciembre de 2018, la FIA publicó el reglamento técnico de la clase, en las regulaciones exigian que los trenes motrizes estuvieran basados en sus homólogos de calle. También se decidió que un mínimo de 25 automóviles de calle equipados con el motor de combustión y el sistema de recuperación de energía (ERS) del vehículo de carreras tendrían que producirse al final de la primera temporada del auto, y esa cantidad aumentaría hasta los 100 en su segunda temporada. Esto significaría que a los constructores de autos de carrera que no sean fabricantes de automóviles, como Oreca, Onroak Automotive y Dallara, no se les permitiría construir hipercoches, mientras que la solución híbrida "lista para usar" propuesta anteriormente estaba ausente de las regulaciones. Las regulaciones exigían una potencia máxima total de aproximadamente 950 hp (710 kW) extraída del sistema híbrido eléctrico y de combustión, menor que la cifra inicial presentada en junio. La potencia máxima del motor de combustión era ahora de 508 kW (681 CV) en lugar de 520 kW (700 CV), aunque la potencia de salida de la unidad eléctrica de 200 kW se mantuvo igual. Además, se prohibiría la energía diésel, con un límite de costes de 3 millones de euros (3,4 millones de dólares estadounidenses) para el suministro de sistemas ERS de los fabricantes a los equipos clientes, mientras que también se anunció que se prohibiría a un fabricante de ERS suministrar un sistema a más de tres competidores sin la aprobación formal de la FIA. El peso mínimo de los automóviles de nueva generación se elevariá de los 980 kg (2160 lb) establecidos inicialmente hasta los 1040 kg (2290 lb), con una longitud máxima de 5000 mm (200 pulgadas), mientras que el ancho máximo de la cabina también aumentaría hasta 2.000 mm (79 pulgadas).
El 7 de marzo de 2019, se anunció que el Campeonato Mundial de Resistencia de la FIA ajustaría sus criterios para las nuevas regulaciones de prototipos, y ahora se permitiriia a los fabricantes participar con vehículos de carreras derivados de hipercoches de calle. Esto se hizo después de que varios fabricantes expresaran interés en una alineación más estrecha entre sus actividades de producción y de carrera, citando estos preocupaciones tanto presupuestarias como de disponibilidad de la plataforma. Posteriormente, el tiempo de vuelta objetivo de los hipercoches nuevos se incrementó de 3:20 a 3:30 y los dispositivos aerodinámicos móviles, originalmente planeados para ser permitidos bajo las nuevas regulaciones, fueron removidos debido a preocupaciones de costos.
El 11 de mayo de 2020, la FIA anunció que había aprobado los cambios propuestos al reglamento técnico de la clase, los vehículos vieron una disminución en la potencia máxima de salida de 585 kW (784 hp) a 500 kW (670 hp), y el peso mínimo paso de 1.100 kg (2.400 libras) a 1.030 kg (2.270 libras).
El 9 de julio de 2021, la IMSA y el ACO anunciaron que convergerían sus respectivas clases de prototipos deportivos para estar bajo una sola familia de clases, lo que permitiría a los Le Mans Hypercar competir en el IMSA SportsCar Championship en conjunto con su clase hermana LMDh. Esto permite que los LMH y los LMDh compitan en el campeonato norteamericano y mundial juntos, en un nivel de unión nunca antes visto en las carreras de resistencia.

## Regulaciones técnicas
La superficie frontal del coche no puede ser inferior a 1,6 m², mientras que la "vista desde arriba, el lateral y el frontal de la carrocería no debe permitir la visualización de componentes mecánicos, salvo autorización expresa de la presente normativa, o si se respeta el diseño original del coche". Los elementos aerodinámicos móviles están expresamente prohibidos.

### Motor
El diseño del motor es libre, y solo se permite el uso de motores de gasolina de cuatro tiempos. Para los motores basados en automóviles de producción, el bloque motor y la tapa de cilindros deben provenir del motor base (pero pueden modificarse ligeramente mediante el mecanizado o la adición de materiales), y el cigüeñal solo puede ser un 10% más ligero como máximo, mientras que los ángulos de las válvulas, número de los árboles de levas y la ubicación de los árboles de levas también deben permanecer como están instalados en el motor original.
Para los automóviles que utilizan un sistema híbrido de recuperación de energía, la potencia eléctrica del MGU-K no debe exceder los 200 kW, y con la excepción del pit lane, el MGU-K solo puede aplicar un par positivo a las ruedas delanteras si se cumplen las siguientes condiciones:
- Si la velocidad del automóvil es de 120 km/h o más, y está equipado con neumáticos slick para pista seca.
- Si la velocidad del automóvil está entre 140 y 160 km/h o más, cuando no esté equipado con neumáticos slick para pista seca.
- Si la velocidad del automóvil es inferior a 120 km/h y se mantiene por debajo de 120 km/h hasta que el automóvil llegue a boxes.

### Especificaciones técnicas
| Largo máximo                | 5000 milímetros (196,9 plg)       |
| Ancho máximo                | 2000 milímetros (78,7 plg)        |
| Distancia entre ejes máxima | 3150 milímetros (124 plg)         |
| Área frontal mínima         | 1,6 metros cuadrados (2480,0 in²) |
| Peso mínimo                 | 1030 kilogramos (2270,8 lb)       |
| Peso mínimo del motor       | 165 kilogramos (363,8 lb)         |
| Desplazamiento del motor    | Sin límite                        |
| Potencia máxima de salida   | 500 kilovatios (670,5 HP)         |
| Diámetro máximo de rueda    | 28 pulgadas (711,2 mm)            |
| Ancho máximo de rueda       | 15 pulgadas (381 mm)              |

## Vehículos
Nota: actualizado hasta las 8 Horas de Bahrein 2024.
| Constructor      | Automóvil               | Híbrido | Debut | Carreras | Victorias | Podios | Poles | V. rápidas | Ref.                 |
| ---------------- | ----------------------- | ------- | ----- | -------- | --------- | ------ | ----- | ---------- | -------------------- |
| Toyota           | GR010 Hybrid            | Sí      | 2021  | 26       | 18        | 32     | 12    | 14         | [ 21 ] [ 22 ]        |
| Glickenhaus      | SCG 007 LMH             | No      | 2021  | 12       | 0         | 3      | 2     | 1          | [ 23 ]               |
| Alpine           | Alpine A480             | No      | 2021  | 12       | 2         | 11     | 2     | 2          | [ 24 ]               |
| Peugeot          | 9X8                     | Sí      | 2022  | 18       | 0         | 2      | 0     | 1          | [ 25 ] [ 26 ]        |
| Ferrari          | Ferrari 499P            | Sí      | 2023  | 15       | 3         | 12     | 4     | 2          | [ 27 ] [ 28 ] [ 29 ] |
| Vanwall          | Vandervell 680          | No      | 2023  | 7        | 0         | 0      | 0     | 0          | [ 30 ] [ 31 ]        |
| Isotta Fraschini | Tipo 6 Competizione LMH | Sí      | 2024  | 5        | 0         | 0      | 0     | 0          | [ 32 ]               |
| Aston Martin     | Valkyrie LMH            | No      | 2025  | -        | -         | -      | -     | -          | [ 33 ] [ 34 ]        |

Otros proyectos anunciados: Veloqx Fangio y De Tomaso P900 LM.